# St. Jakobus (Ittelhofen)

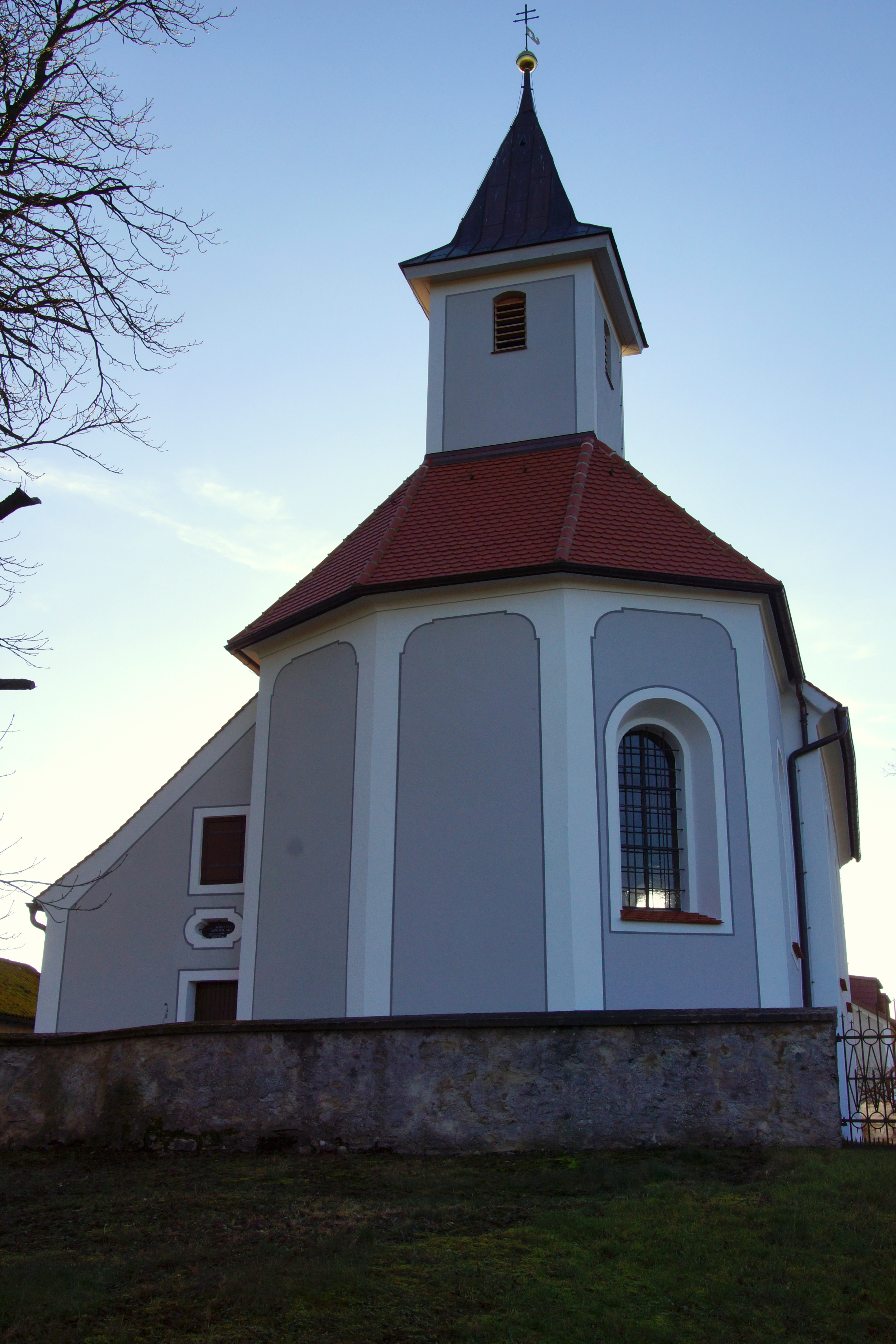
St. Jakobus (Ittelhofen)

Die römisch-katholische Kirche St. Jakobus in Ittelhofen, einem Gemeindeteil der Gemeinde Seubersdorf in der Oberpfalz im Landkreis Neumarkt in der Oberpfalz, ist eine denkmalgeschützte Filialkirche. Sie ist dem Bistum Eichstätt zugeordnet. Das Bauwerk ist unter der Denkmalnummer D-3-73-160-10 als Baudenkmal in die Bayerische Denkmalliste eingetragen.

## Beschreibung
Die Saalkirche wurde 1730–31 erbaut. Sie besteht aus einem Langhaus und einem eingezogenen, dreiseitig geschlossenen Chor im Osten, aus dessen Dach sich ein quadratischer Dachreiter erhebt, der den Glockenstuhl mit zwei Kirchenglocken beherbergt, und der mit einem Knickhelm bedeckt ist.
Zur Kirchenausstattung gehört ein um 1730 gebauter Hochaltar mit einem nazarenischen Altarretabel, der von je zwei Säulen flankiert wird. Im Langhaus befinden sich Grabmäler des örtlichen Adels.